# Comte de Strathmore et Kinghorne

Armes composées des Bowes-Lyon.

Le titre de comte de Kinghorne est créé dans la pairie d'Écosse en 1606 en faveur de Patrick Lyon, 9e lord Lyon. En 1677, la famille y a joint le titre supplémentaire de Strathmore ce qui donne : "Strathmore et Kinghorne". En 1937, le 14e comte est nommé dans les deux comtés - par lettres patentes - dans la pairie du Royaume-Uni en tant que comte de Strathmore et Kinghorne ; l'épouse de n'importe quel titulaire est alors reconnue en tant que comtesse de Strathmore et Kinghorne.
Lady Elizabeth Bowes-Lyon (1900–2002), reine consort du roi George VI de 1936 à 1952 et grand-mère du présent souverain, était une des filles du 14e comte de Strathmore et Kinghorne.
Le siège de famille est le château de Glamis, dans l'Angus, en Écosse.

## Histoire
Mis à part les comtés, le comte détient les titres liés : vicomte Lyon (créé en 1677), lord Glamis, Tannadyce, Sidlaw et Strathdichtie (1677), lord Lyon et Glamis (1606), lord Glamis (1445) et baron Bowes (1887) du château de Streatlam, dans le comté de Durham, et de Lunedale, dans le Yorkshire ; la création antérieure du titre de baron Bowes (1815), en faveur du 10e comte s'est éteinte avec sa mort en 1821. Les trois premiers sont dans la pairie d'Écosse; les deux derniers sont dans la pairie du Royaume-Uni. Le fils aîné des comtes utilise le titre de « lord Glamis » de courtoisie ; normalement, le plus haut titre affilié (dans ce cas vicomte Lyon) devrait être utilisé, mais ce n'est pas le cas afin de ne pas créer de confusion avec le lord-Lyon, roi d'armes.

## Thanes of Glamis (1372)

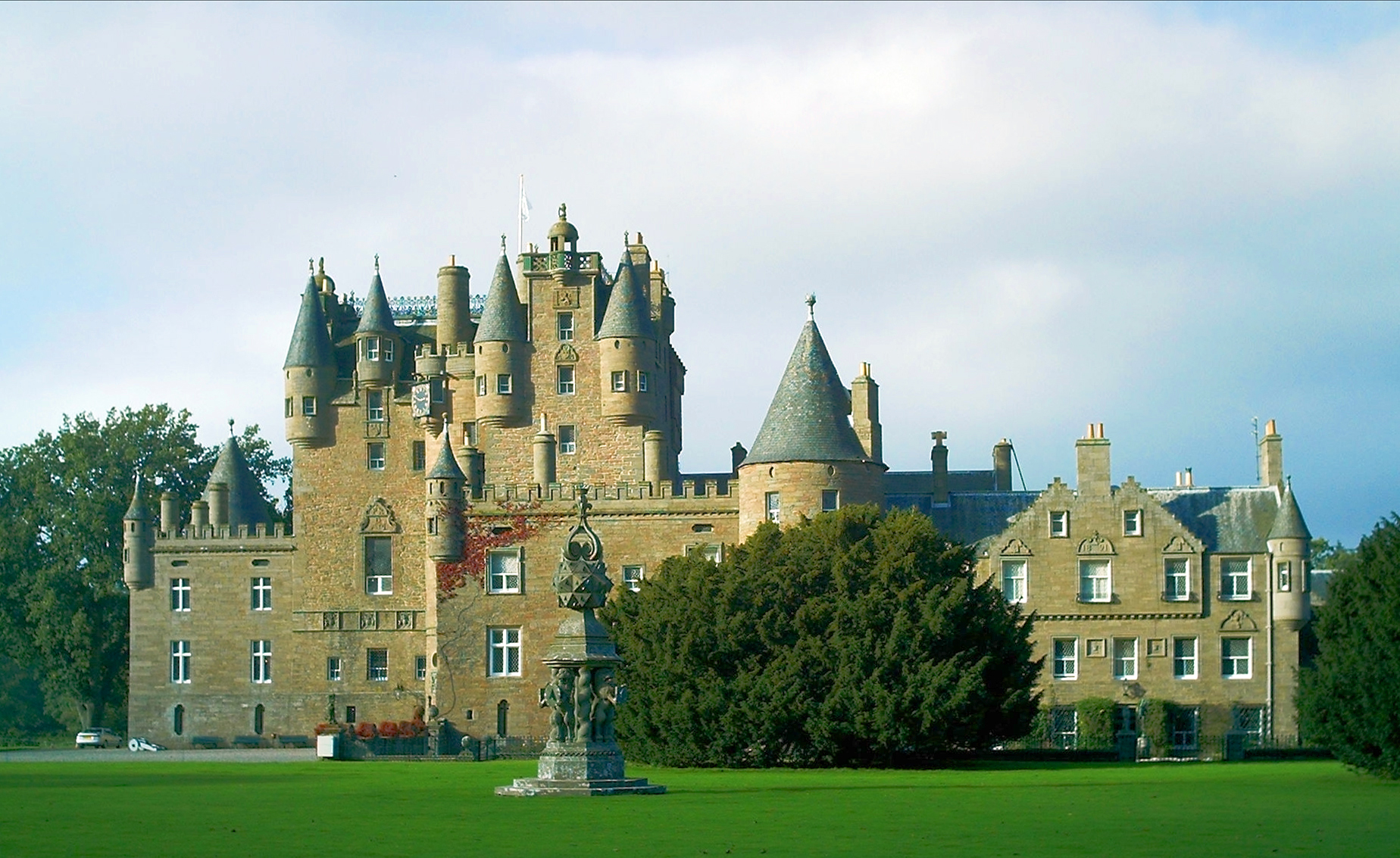
Le château de Glamis, en Écosse.

- John Lyon (en), 1er thane of Glamis († 1382), rejeton d'une branche cadette de la famille Lyon (en), elle même originaire de Lyons-la-Forêt.

## Maîtres de Glamis
- John Lyon, 1er maître de Glamis († 1435)

## Lord Glamis (1445)
- Patrick Lyon (en), 1er lord Glamis († 1459)
- Alexander Lyon (en), 2e lord Glamis († 1486)
- John Lyon (en), 3e lord Glamis († 1497)
- John Lyon (en), 4e lord Glamis († 1500)
- George Lyon (en), 5e lord Glamis († 1505)
- John Lyon (en), 6e lord Glamis (v. 1491–1528)
- John Lyon (en), 7e lord Glamis (v. 1521–1558) (perd son titre en 1537 mais restauré en 1543)
- John Lyon (en), 8e lord Glamis (v. 1544–1578) : voir aussi Thomas Lyon (d'Auldbar), maître de Glamis
- Patrick Lyon, 9e lord Glamis (v. 1575–1615) (avancé en 1606 comte de Kinghorne)

## Comtes de Kinghorne (1606)
- Patrick Lyon, 1er comte de Kinghorne (v. 1575–1615)
- John Lyon, 2e comte de Kinghorne (1596–1646)
- Patrick Lyon, 3e comte de Kinghorne (1643–1695) (rédésigné depuis 1677 « Strathmore et Kinghorne »)

## Comtes de Strathmore et Kinghorne (1677 et 1937)

Armoiries parties de S.M. la reine Élisabeth, la Reine Mère.

- Patrick Lyon, 3e comte de Strathmore et Kinghorne (1643–1695)
- John Lyon, 4e comte de Strathmore et Kinghorne (1663–1712)
  - Patrick Lyon, lord Glamis (1692–1709)
  - Philip Lyon, lord Glamis (1693–1712)
- John Lyon (en), 5e comte de Strathmore et Kinghorne (1696–1715)
- Charles Lyon, 6e comte de Strathmore et Kinghorne (v. 1699–1728) – frère des 5e, 7e et 8e comtes
- James Lyon, 7e comte de Strathmore et Kinghorne (v. 1702–1735) – frère des 5e, 6e et 8e comtes
- Thomas Lyon, 8e comte de Strathmore et Kinghorne (1704–1753) – frère des 5e, 6e et 7e comtes
- John Bowes, 9e comte de Strathmore et Kinghorne (1737–1776)
- John Bowes, 10e comte de Strathmore et Kinghorne (1769–1820) - frère du 11e comte
- Thomas Lyon-Bowes, 11e comte de Strathmore et Kinghorne (1773–1846) – frère du 10e comte
  - Thomas Lyon-Bowes (Lord Glamis) (1801–1834)
    - L'hon. Thomas Lyon-Bowes (1821–1821)
- Thomas Lyon-Bowes, 12e comte de Strathmore et Kinghorne (1822–1865) – petit-fils du 11e comte et frère du 13e comte
- Claude Bowes-Lyon, 13e comte de Strathmore et Kinghorne (1824–1904) – petit-fils du 11e comte et frère du 12e comte
- Claude George Bowes-Lyon, 14e comte de Strathmore et Kinghorne (1855–1944) – grand-père maternel de la reine Élisabeth II (1er comte de Strathmore et Kinghorne de la création de 1937, dans la pairie du Royaume-Uni)
- Patrick Bowes-Lyon, 15e et 2e comte de Strathmore et Kinghorne (1884–1949) – oncle maternel de la reine Élisabeth II
  - John Patrick Bowes-Lyon, maître de Glamis (1910–1941)
- Timothy Bowes-Lyon, 16e et 3e comte de Strathmore et Kinghorne (1918–1972) – cousin germain de la reine Élisabeth II
- Michael Bowes-Lyon, 17e et 4e comte de Strathmore et Kinghorne (1928–1987) – petit-fils du 14e comte, cousin germain de la reine Élisabeth II et du 16e comte
- Michael Bowes-Lyon, 18e et 5e comte de Strathmore et Kinghorne (1957–2016)
- Simon Bowes-Lyon (en), 19e et 6e comte de Strathmore et Kinghorne (né en 1986)[2].